# Danh sách bài hát quán quân Billboard Global 200 năm 2021

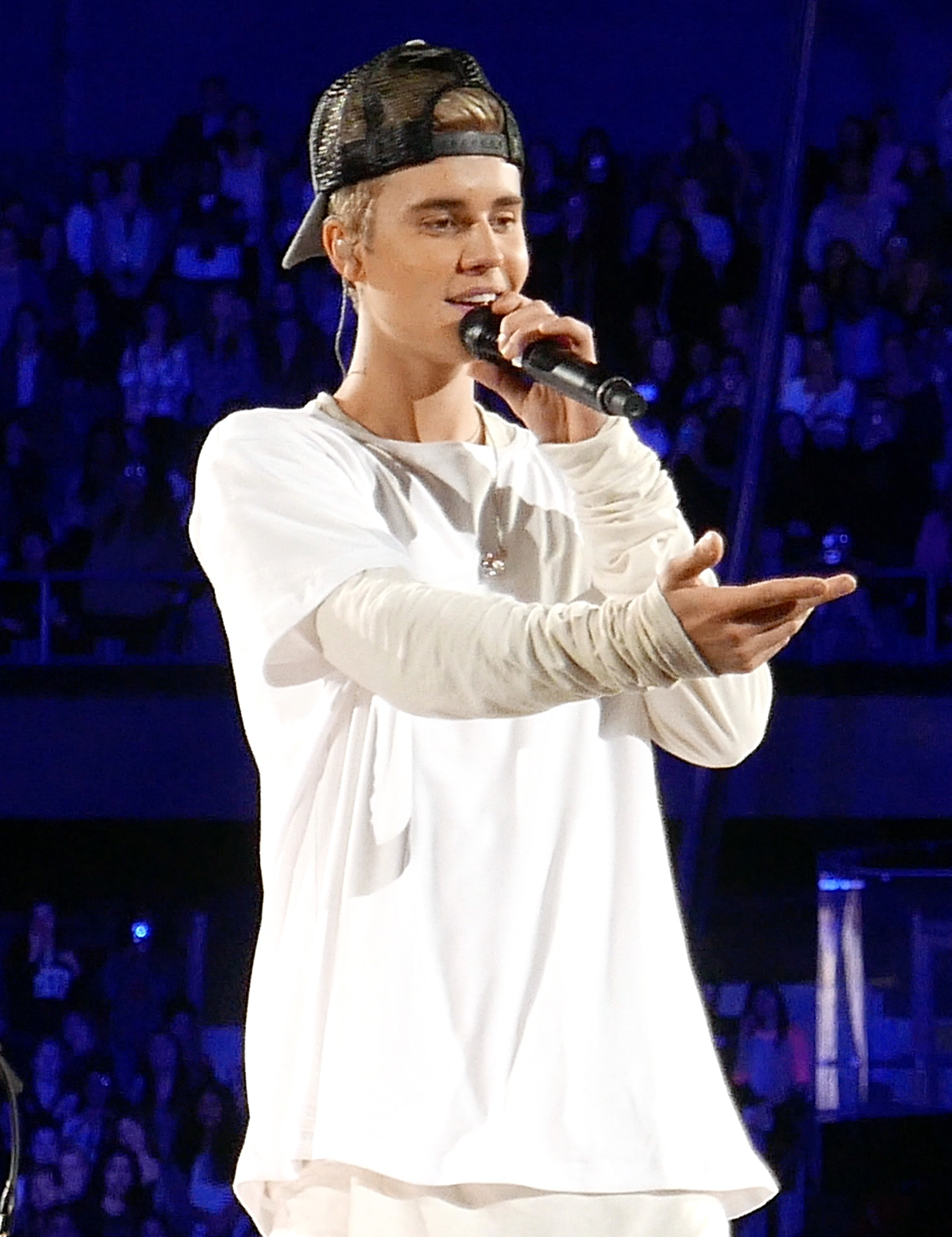
Ca sĩ Canada Justin Bieber đứng đầu Global 200 trong 13 tuần và Global Excl. US trong 14 tuần, với hai bài hát quán quân "Peaches" và bản hợp tác với the Kid Laroi "Stay".

Billboard Global 200 là bảng xếp hạng âm nhạc hàng tuần do tạp chí Billboard công bố. Billboard Global 200 xếp hạng các bài hát hàng đầu trên toàn cầu và dựa trên doanh số bán đĩa kỹ thuật số và phát trực tuyến từ hơn 200 vùng lãnh thổ trên toàn thế giới. Nó chính thức ra mắt vào tháng 9 năm 2020, mặc dù bảng xếp hạng được công bố lần đầu tiên vào giữa năm 2019.
Trên Global 200, có mười bốn đĩa đơn đạt vị trí quán quân trong năm 2021.

## Lịch sử xếp hạng
| Bài hát có thành tích tốt nhất năm 2021 trên Global 200 | Bài hát #1 năm 2021 trên Global 200, "Levitating" của Dua Lipa, chưa từng đạt #1 trên bảng xếp hạng hàng tuần. |
| ‡                                                       | Bài hát có thành tích tốt nhất năm 2021 trên Global Excl. US                                                   |

| Ấn bản ngày | Billboard Global 200              | Billboard Global 200                               | Billboard Global Excl. US         | Billboard Global Excl. US                          | Ct     |
| Ấn bản ngày | Tựa đề                            | Nghệ sĩ                                            | Tựa đề                            | Nghệ sĩ                                            | Ct     |
| ----------- | --------------------------------- | -------------------------------------------------- | --------------------------------- | -------------------------------------------------- | ------ |
| 2 tháng 1   | "All I Want for Christmas Is You" | Mariah Carey                                       | "All I Want for Christmas Is You" | Mariah Carey                                       | [ 3 ]  |
| 9 tháng 1   | "All I Want for Christmas Is You" | Mariah Carey                                       | "Dynamite" ‡                      | BTS                                                | [ 4 ]  |
| 16 tháng 1  | "Dynamite"                        | BTS                                                | "Dynamite" ‡                      | BTS                                                | [ 5 ]  |
| 23 tháng 1  | "Drivers License"                 | Olivia Rodrigo                                     | "Drivers License"                 | Olivia Rodrigo                                     | [ 6 ]  |
| 30 tháng 1  | "Drivers License"                 | Olivia Rodrigo                                     | "Drivers License"                 | Olivia Rodrigo                                     | [ 7 ]  |
| 6 tháng 2   | "Drivers License"                 | Olivia Rodrigo                                     | "Drivers License"                 | Olivia Rodrigo                                     | [ 8 ]  |
| 13 tháng 2  | "Drivers License"                 | Olivia Rodrigo                                     | "Drivers License"                 | Olivia Rodrigo                                     | [ 9 ]  |
| 20 tháng 2  | "Drivers License"                 | Olivia Rodrigo                                     | "Drivers License"                 | Olivia Rodrigo                                     | [ 10 ] |
| 27 tháng 2  | "Drivers License"                 | Olivia Rodrigo                                     | "Drivers License"                 | Olivia Rodrigo                                     | [ 11 ] |
| 6 tháng 3   | "Drivers License"                 | Olivia Rodrigo                                     | "Drivers License"                 | Olivia Rodrigo                                     | [ 12 ] |
| 13 tháng 3  | "Drivers License"                 | Olivia Rodrigo                                     | "Drivers License"                 | Olivia Rodrigo                                     | [ 13 ] |
| 20 tháng 3  | "What's Next"                     | Drake                                              | "Drivers License"                 | Olivia Rodrigo                                     | [ 14 ] |
| 27 tháng 3  | "On the Ground"                   | Rosé                                               | "On the Ground"                   | Rosé                                               | [ 15 ] |
| 3 tháng 4   | "Peaches"                         | Justin Bieber hợp tác cùng Daniel Caesar và Giveon | "Peaches"                         | Justin Bieber hợp tác cùng Daniel Caesar và Giveon | [ 16 ] |
| 10 tháng 4  | "Peaches"                         | Justin Bieber hợp tác cùng Daniel Caesar và Giveon | "Peaches"                         | Justin Bieber hợp tác cùng Daniel Caesar và Giveon | [ 17 ] |
| 17 tháng 4  | "Montero (Call Me by Your Name)"  | Lil Nas X                                          | "Peaches"                         | Justin Bieber hợp tác cùng Daniel Caesar và Giveon | [ 18 ] |
| 24 tháng 4  | "Montero (Call Me by Your Name)"  | Lil Nas X                                          | "Peaches"                         | Justin Bieber hợp tác cùng Daniel Caesar và Giveon | [ 19 ] |
| 1 tháng 5   | "Montero (Call Me by Your Name)"  | Lil Nas X                                          | "Peaches"                         | Justin Bieber hợp tác cùng Daniel Caesar và Giveon | [ 20 ] |
| 8 tháng 5   | "Save Your Tears"                 | The Weeknd và Ariana Grande                        | "Montero (Call Me by Your Name)"  | Lil Nas X                                          | [ 21 ] |
| 15 tháng 5  | "Montero (Call Me by Your Name)"  | Lil Nas X                                          | "Montero (Call Me by Your Name)"  | Lil Nas X                                          | [ 22 ] |
| 22 tháng 5  | "Montero (Call Me by Your Name)"  | Lil Nas X                                          | "Montero (Call Me by Your Name)"  | Lil Nas X                                          | [ 23 ] |
| 29 tháng 5  | "Good 4 U"                        | Olivia Rodrigo                                     | "Montero (Call Me by Your Name)"  | Lil Nas X                                          | [ 24 ] |
| 5 tháng 6   | "Butter"                          | BTS                                                | "Butter"                          | BTS                                                | [ 25 ] |
| 12 tháng 6  | "Butter"                          | BTS                                                | "Butter"                          | BTS                                                | [ 26 ] |
| 19 tháng 6  | "Good 4 U"                        | Olivia Rodrigo                                     | "Butter"                          | BTS                                                | [ 27 ] |
| 26 tháng 6  | "Good 4 U"                        | Olivia Rodrigo                                     | "Butter"                          | BTS                                                | [ 28 ] |
| 3 tháng 7   | "Good 4 U"                        | Olivia Rodrigo                                     | "Butter"                          | BTS                                                | [ 29 ] |
| 10 tháng 7  | "Good 4 U"                        | Olivia Rodrigo                                     | "Bad Habits"                      | Ed Sheeran                                         | [ 30 ] |
| 17 tháng 7  | "Good 4 U"                        | Olivia Rodrigo                                     | "Bad Habits"                      | Ed Sheeran                                         | [ 31 ] |
| 24 tháng 7  | "Permission to Dance"             | BTS                                                | "Permission to Dance"             | BTS                                                | [ 32 ] |
| 31 tháng 7  | "Bad Habits"                      | Ed Sheeran                                         | "Bad Habits"                      | Ed Sheeran                                         | [ 33 ] |
| 7 tháng 8   | "Stay"                            | The Kid Laroi và Justin Bieber                     | "Bad Habits"                      | Ed Sheeran                                         | [ 34 ] |
| 14 tháng 8  | "Stay"                            | The Kid Laroi và Justin Bieber                     | "Bad Habits"                      | Ed Sheeran                                         | [ 35 ] |
| 21 tháng 8  | "Stay"                            | The Kid Laroi và Justin Bieber                     | "Stay"                            | The Kid Laroi và Justin Bieber                     | [ 36 ] |
| 28 tháng 8  | "Stay"                            | The Kid Laroi và Justin Bieber                     | "Stay"                            | The Kid Laroi và Justin Bieber                     | [ 37 ] |
| 4 tháng 9   | "Stay"                            | The Kid Laroi và Justin Bieber                     | "Stay"                            | The Kid Laroi và Justin Bieber                     | [ 38 ] |
| 11 tháng 9  | "Stay"                            | The Kid Laroi và Justin Bieber                     | "Stay"                            | The Kid Laroi và Justin Bieber                     | [ 39 ] |
| 18 tháng 9  | "Stay"                            | The Kid Laroi và Justin Bieber                     | "Stay"                            | The Kid Laroi và Justin Bieber                     | [ 40 ] |
| 25 tháng 9  | "Stay"                            | The Kid Laroi và Justin Bieber                     | "Stay"                            | The Kid Laroi và Justin Bieber                     | [ 41 ] |
| 2 tháng 10  | "Stay"                            | The Kid Laroi và Justin Bieber                     | "Stay"                            | The Kid Laroi và Justin Bieber                     | [ 42 ] |
| 9 tháng 10  | "My Universe"                     | Coldplay và BTS                                    | "My Universe"                     | Coldplay và BTS                                    | [ 43 ] |
| 16 tháng 10 | "Stay"                            | The Kid Laroi và Justin Bieber                     | "Stay"                            | The Kid Laroi và Justin Bieber                     | [ 44 ] |
| 23 tháng 10 | "Stay"                            | The Kid Laroi và Justin Bieber                     | "Stay"                            | The Kid Laroi và Justin Bieber                     | [ 45 ] |
| 30 tháng 10 | "Easy on Me"                      | Adele                                              | "Easy on Me"                      | Adele                                              | [ 46 ] |
| 6 tháng 11  | "Easy on Me"                      | Adele                                              | "Easy on Me"                      | Adele                                              | [ 47 ] |
| 13 tháng 11 | "Easy on Me"                      | Adele                                              | "Easy on Me"                      | Adele                                              | [ 48 ] |
| 20 tháng 11 | "Easy on Me"                      | Adele                                              | "Easy on Me"                      | Adele                                              | [ 49 ] |
| 27 tháng 11 | "All Too Well (Taylor's Version)" | Taylor Swift                                       | "All Too Well (Taylor's Version)" | Taylor Swift                                       | [ 50 ] |
| 4 tháng 12  | "Easy on Me"                      | Adele                                              | "Easy on Me"                      | Adele                                              | [ 51 ] |
| 11 tháng 12 | "Easy on Me"                      | Adele                                              | "Easy on Me"                      | Adele                                              | [ 52 ] |
| 18 tháng 12 | "All I Want for Christmas Is You" | Mariah Carey                                       | "Easy on Me"                      | Adele                                              | [ 53 ] |
| 25 tháng 12 | "All I Want for Christmas Is You" | Mariah Carey                                       | "All I Want for Christmas Is You" | Mariah Carey                                       | [ 54 ] |